# 聖母被昇天 (レーニ)
『聖母被昇天』（せいぼひしょうてん、仏: L'Assomption de la Vierge、独: Die Himmelfahrt Mariae
、伊: L'Assunzione di Maria、英: The Assumption of the Virgin）は、イタリア・バロック期のボローニャ派の画家グイド・レーニがキャンバス、または絹上に油彩で制作した絵画である。レーニがたびたび取り上げた主題である聖母マリアが昇天する姿を表している。それらのうち、リヨン美術館の作品とカステルフランコ・エミーリア のサンタ・マリア・アッスンタ教会にある作品は1637年に、ミュンヘンのアルテ・ピナコテークの作品は1638-1639年ごろに制作された。

## 作品
グイド・レーニは「聖母被昇天」の主題を何度も取り上げているが、それはカトリック教会の対抗宗教改革において聖母マリア崇拝が高まっていたことと関連している。レーニのこれらの絵画では、全身像の非常に脚の長い聖母が両手を広げ、天に上昇している。彼女の足元には天使が付き添っている。聖母は眼差しを天に向けているが、その頭部は天上で彼女を待つ栄光を象徴する金色の光に取り囲まれている。一方、その身体は、飛翔していることを明らかに示す青いマントに部分的に覆われた赤い衣服に包まれている。うねるような身体の線は、うねるような衣服の線に呼応している。用いられている色彩は絵画に柔和な感覚を与えている一方、聖母が画面の大半を占める簡素な構図は絵画に力強さを与えている。
レーニの『聖母被昇天』は古典主義を特徴とするボローニャ派バロック絵画の典型であり、カラヴァッジェスキ （カラヴァッジョの追随者）の写実主義とは著しく対照的である。レーニはアンニーバレ・カラッチらカラッチ一族が設立したアカデミア・デッリ・インカンミナーティに学んだが、このアカデミアは、非常に柔和な表情の記念碑的人物像を描くために古代彫刻や盛期ルネサンスの巨匠ラファエロの作例に感化されたものであった。

## 歴史

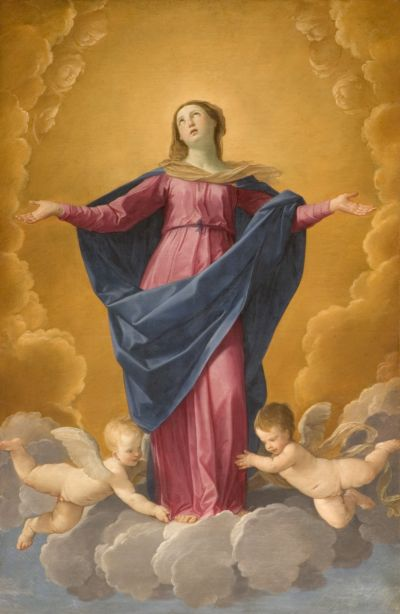
『聖母被昇天』 1637年、キャンバス上に油彩、238 cm x 150 cm、サンタ・マリア・アッスンタ教会、カステルフランコ・エミーリア

リヨン美術館の作品はラヴェンナの大司教ルイージ・カッポーニに委嘱され、ペルージアのサン・フィリッポ・ネーリ教会 の彼の個人礼拝堂の祭壇上に設置された。作品は1797年のフランス革命中にフランス軍により接収され、1805年にフランス政府がリヨン美術館に送った。なお、この絵画の上部のルネットには本来「父なる神」を表す絵画があったが、現在はボローニャ国立絵画館に所蔵されている。
カステルフランコ・エミーリアの作品は、アントニオ・マルシーニ (Antonio Marsini) の著作『ボローニャ・プレルストラーナ (Bologna Prelustrana)』に記述されている。それによると、「グイド・レーニの非常に名高い『祝福された聖母マリア』の絵画は、1627年に大司祭で、いわゆるテッラの司教代理のクリストフォーロ・マルシーニ (Cristoforo Marsini) のために制作され、5月16日に荘厳な行列とともに公開された」 。アントニオ・マルシーニは、絵画のためにすぐに奇跡が起きたと伝えている。
アルテ・ピナコテークの作品は元来、モデナのサンタ・マリア・デッリ・アンジェリ・ディ・スピランベルト教会 (Chiesa di Santa Maria degli Angeli di Spilamberto) 主祭壇画であった。1806年にデュッセルドルフ絵画館よりミュンヘンに移された。